# Astérix et Cléopâtre (film d'animation)
Pour les articles homonymes, voir Astérix et Cléopâtre (homonymie) et Cléopâtre.
Série Astérix en animation
Astérix le Gaulois
(1967) Les Douze Travaux d'Astérix
(1976)
Pour plus de détails, voir Fiche technique et Distribution.
Astérix et Cléopâtre est un long métrage d'animation franco-belge de René Goscinny et Albert Uderzo, adapté de leur bande dessinée homonyme et sorti en 1968.

## Synopsis
Cléopâtre fait le pari de construire un palais en un temps record, afin de montrer à César la grandeur du peuple égyptien. L’architecte Numérobis est chargé des travaux : il a trois mois pour construire le palais, ou il sera livré aux crocodiles. Celui-ci fait appel à Panoramix le druide gaulois, qui arrive en Égypte pour lui prêter main-forte avec sa potion magique, accompagné d’Astérix, Obélix et Idéfix. Mais les choses s’annoncent compliquées : d’abord parce que Numérobis est objectivement un mauvais architecte – ses maisons s’écroulent toutes seules – ; et ensuite parce que beaucoup de gens ont intérêt à le voir échouer.
Les héros ont initialement affaire à Amonbofis, architecte rival de Numérobis, qui s’ingénie à comploter contre lui et les Gaulois. Il tente tout d’abord de provoquer une grève parmi les ouvriers ; puis, avec l’assistance de son acolyte Tournevis, il coupe l’approvisionnement du chantier en matériaux de construction. Les trois Gaulois décident d’aller eux-mêmes chercher les matériaux, mais Tournevis tente de les emmurer vivants dans une pyramide. Idéfix permet aux prisonniers de trouver la sortie. Amonbofis a ensuite l’idée d’offrir à Cléopâtre un gâteau empoisonné (le « pudding à l’arsenic » comme il l’appelle) de la part des Gaulois, qui sont accusés injustement lorsque le goûteur de la reine tombe malade après avoir goûté à ce pudding. Panoramix guérit le goûteur et les choses s’arrangent. Amonbofis et Tournevis sont capturés par Astérix et Obélix, et se retrouvent contraints à travailler de force sur le chantier de Numérobis.
Pour finir, Numérobis et les Gaulois doivent faire face à César en personne, bien décidé à ne pas laisser Cléopâtre remporter son pari. Les légions assiègent le chantier et commencent à détruire le palais. Mais les Gaulois parviennent à prévenir Cléopâtre grâce à un message porté par Idéfix. La reine arrive en grande pompe et est furieuse de surprendre César en flagrant délit de tricherie. Ce dernier doit s’incliner et le palais est bientôt terminé dans les délais puis inauguré avec une grande fête.

## Fiche technique
Sauf indication contraire, les informations mentionnées dans cette section peuvent être confirmées par la base de données cinématographiques IMDb,  présente dans la section « Liens externes ».
- Réalisation : René Goscinny et Albert Uderzo
- Scénario : Jos Marissen et Eddie Lateste avec la collaboration de Pierre Tchernia d'après la bande dessinée homonyme de René Goscinny et Albert Uderzo
- Direction de l'animation : Eddie Lateste
- Animation : Vivian Miessen, Nic Broca, Borge Ring, Bjorn Frank Jensen, Per Ulvar Lygum, Marcel Colbrant et Lawrence Moorcroft
- Décors : Claude Lambert, Michou Wiggers et Jean Torton
- Photographie : François Léonard, Jean Midre et Georges Lapeyronnie
- Montage : Jacques Marchal, László Molnár
- Musique : Gérard Calvi
- Production : Raymond Leblanc
- Société de production : Belvision, Dargaud films et Édifilm
- Sociétés de distribution : Parafrance Films (France), Ciné Vog Films (Belgique)
- Pays d'origine :  Belgique,  France
- Langue originale : français
- Genre : animation
- Format : Couleurs - 35 mm - 1,37:1 - Son mono
- Durée : 69 minutes
- Dates de sortie : 
  - France : 19 décembre 1968
  - Belgique : 21 décembre 1968
  - Québec : 14 décembre 1969

## Distribution

### Voix originales
- Roger Carel : Astérix, Idéfix, Ginfis, l'espion de César et Baba, la vigie des pirates
- Jacques Morel : Obélix et le goûteur de Cléopâtre
- Jacques Balutin : Tournevis
- Jacques Bodoin : le lion de Cléopâtre, le chamelier chanteur et divers "des esclaves"
- Maurice Chevit : le tuteur
- Gérard Darrieu : le perroquet
- Claude Dasset : un mercenaire
- Pierre Garin : crieur dans la salle de bain
- Olivier Hussenot : serviteur de César
- Jacques Jouanneau : Assurancetourix
- Bernard Lavalette : le narrateur et Amonbofis
- Rodolphe Marcilly : un mercenaire
- Joe Noël : travailleur apathique
- Jean Parédès : Jules César
- Fred Personne : crieur dans la salle de bain
- Lucien Raimbourg : Panoramix
- Eddy Rasimi : dromadaire
- Pierre Tornade : Numérobis, Abraracourcix et un mercenaire
- Pierre Trabaud : le capitaine Barbe-Rouge, Tumehéris, le chef du transport de pierres, un ouvrier et le centurion Chorus
- Micheline Dax : Cléopâtre
- René Goscinny : le commentateur

Studio d'enregistrement : Studios Davout
Directeur artistique : Claude Dupont
Adaptation : Eddie Lateste, Jos Marissen et Pierre Tchernia
Ingénieur du son : Claude Ermelin et Jacques Maumont
Directeur de production : José Dutillieu
Sources : Planète Jeunesse, Allodoublage, Doublanim’, RS Doublage, Allociné et sur le site officiel Astérix.com

## Autour du film
- Le petit chien blanc Idéfix est apparu pour la première fois au cinéma dans ce deuxième film. Dans la bande dessinée, il était apparu pour la première fois dans l'album Le Tour de Gaule en 1965.
- Les humains ont cinq doigts pour la première fois dans ce deuxième film d'animation ; ils n'en avaient que quatre dans le premier, Astérix le Gaulois en 1967.
- Ce film garde le même thème musical que le précédent.
- Les premières version DVD du film ont étrangement perdu des scènes (telles que la présentation de Numérobis à Panoramix). Il faudra attendre la sortie du blu-ray et son remaster HD pour les voir revenir.

## Bande originale
- Danse des pyramides — instrumental ;
- Le Bain de Cléopâtre — les Égyptiennes, Cléopâtre (Micheline Dax) et le lion de Cléopâtre (Jacques Bodoin) ;
- Quand l’appétit va, tout va — Obélix (Jacques Morel), Astérix (Roger Carel), le lion de Cléopâtre (Jacques Bodoin), Cléopâtre (Micheline Dax) et chœur ;
- Le Pudding à l'arsenic — Amonbofis (Bernard Lavalette) et Tournevis (Jacques Balutin)[7].

## Postérité
La chanson Le Pouding à l'arsenic a été reprise par le groupe québécois Les Colocs sur l'album Atrocetomique en 1995.
Chinese man reprend Le Pouding à l'arsenic dans un sample en 2012.